# Anders Lidström
Jan Anders Lidström, född 31 oktober 1953, är en svensk forskare. Han är professor i statsvetenskap vid Umeå universitet.  
Lidström disputerade 1991 med avhandlingen Discretion – An Art of the Possible. Education Committees in the Swedish System of Government.
Hans huvudsakliga forskning kretsar kring lokal och kommunal politik, jämförande politik och utbildningspolitik. Det har bland annat resulterat i studier av demokrati i stadsregioner, främst Göteborgsregionen och Umeåregionen och flera studier av möjlig regionförändring i Norrland. Lidström har också studerat förutsättningar för reformer av territoriell styrning och politik i bland annat Sverige, Frankrike och Storbritannien, som bland annat avrapporterats i boken The Oxford Handbook of Local and Regional Democracy in Europe.